# Overskæringen
Overskæringen er en lille gade på Nørrebro i Mimersgadekvarteret. Overskæringen løber mellem Heimdalsgade og Hamletsgade.
Gadenavnet minder om, at det var her – ved Mimersparken – at den tidligere jernbane mellem København og Hellerup krydsede Mimersgade. Banen havde overskæringer både her og ved Nørrebrogade. Banen blev definitivt nedlagt i 1930, men gaden blev først navngivet i 1937 (samtidig med bl.a. Slejpnersgade). I bogen ”Nørrebro – Træk af en bydels historie” fra 1997 står der (s. 55) ”Kun gadenavnet Nordbanegade står tilbage og vidner om den tidligere Nørrebro Station.” Hvilket jo er at overse den lille gades eksistens fuldstændigt. 
I 1958 boede der bl.a. en fabrikant, en maskinmester, en kobbersmed, en overassistent, en gas- og vandmester i gaden (nr. 1). Tredive år senere, i 1988, boede der bl.a. en sekretær, en frugthandler, en kontoristinde, en laborant og et par frøkener i den samme opgang.
Overskæringen indledes fra Hamletsgade med en rund, mørkegrøn flaskecontainer, en stor granitsten og et cykelstativ. Der er kun opgange på den ene side af gaden, den anden er parkeringsplads.